# Nymphius ensifer
Nymphius ensifer is een keversoort uit de familie bladkevers (Chrysomelidae). De wetenschappelijke naam van de soort werd in 1891 gepubliceerd door Francisque Guillebeau.